# Filips Lodewijk I van Hanau-Münzenberg
Filips Lodewijk I (21 november 1553 – 4 februari 1580) was graaf van Hanau-Münzenberg van 1561 tot 1580. Hij was de zoon van graaf Filips III en diens vrouw Helena van Palts-Simmern.
Tussen 2 en 6 februari 1576 huwde hij met Magdalena van Waldeck-Wildungen (1558 – 1599), een dochter van Filips IV en Jutta van Isenburg. Uit dit huwelijk sproten vier kinderen:
- Filips Lodewijk (1576 – 1612), graaf van 1580 tot 1612
- Juliana (13 oktober 1577 – 2 december 1577)
- Willem (26 augustus 1578 – 14 juni 1579)
- Albert (12 november 1579 – 19 december 1635), graaf van Hanau-Münzenberg in Schwarzenfels